# Saint-Just-de-Bretenières
Saint-Just-de-Bretenières es un municipio canadiense situado en la provincia de Quebec.

## Superficie
Saint-Just-de-Bretenières tiene una superficie de 132,6 km².

## Demografía
En 2021, tenía 639 habitantes, una densidad poblacional de 4,8 hab./km², y 412 viviendas.